# Barbeta

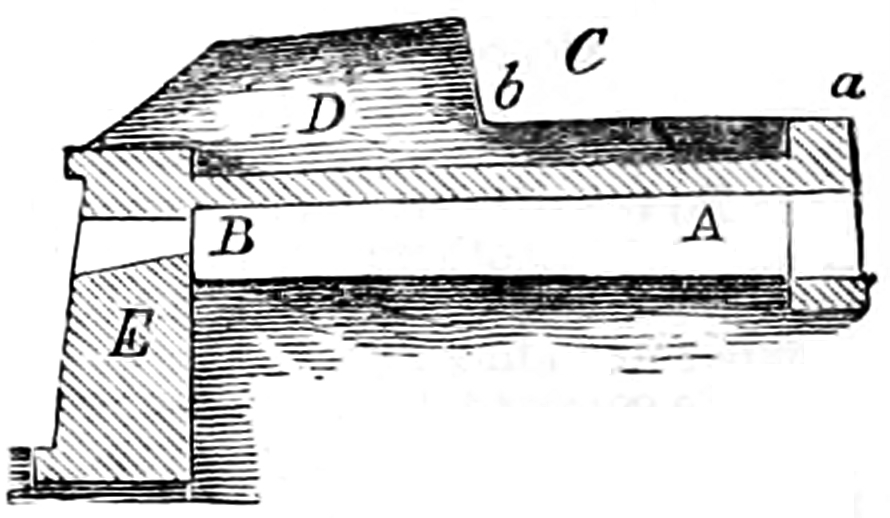
Řez opevněním: Dělo umístěné en barbette (C) střílí přes parapet (D)

Barbeta je pevná ochrana dělové lafetace na válečných lodích a v pozemních fortifikacích. Výraz je odvozený z francouzského termínu pro umístění děla takzvaně en barbette, kdy je kanón a obsluha částečně krytý za náspem a střílí přes jeho horní okraj (tj. přes parapet – na rozdíl od střelby skrz střílnu). Na lodích měla většinou podobu pancéřového (nebo pancéřovaného) prstence. Ten původně (ve druhé polovině 19. století) kryl pouze otočnou plošinu s lafetací, ale postupně se (během 90. let 19. století) vyvinul v ochranný a nosný prvek dělové kupole, se kterou (spolu s dalšími částmi) utvořil dělovou věž. Barbeta, spolu s čelní stěnou dělové kupole, zpravidla tvořily nejsilněji pancéřovanou část obrněnce.
Válečné lodě, jejichž hlavní výzbroj byla umístěna v barbetách, se nazývaly barbetovými obrněnci nebo barbetovými pancéřníky.

## Barbeta na válečných lodích

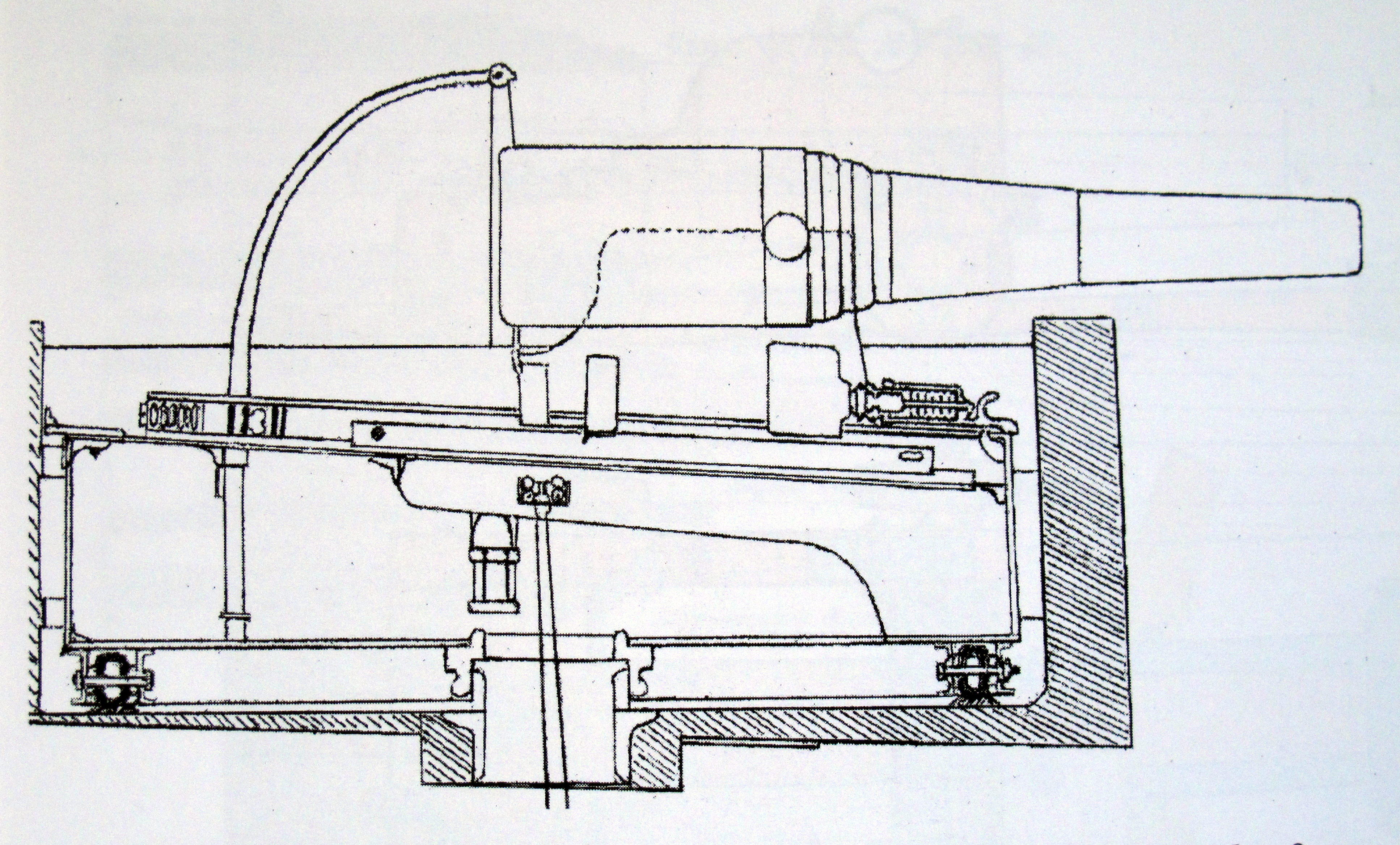
Řez barbetou na francouzské pancéřové fregatě Suffren (dokončena 1873) třídy Océan, kterou pro 274mm kanón Modéle 1870 navrhl Henri Dupuy de Lôme

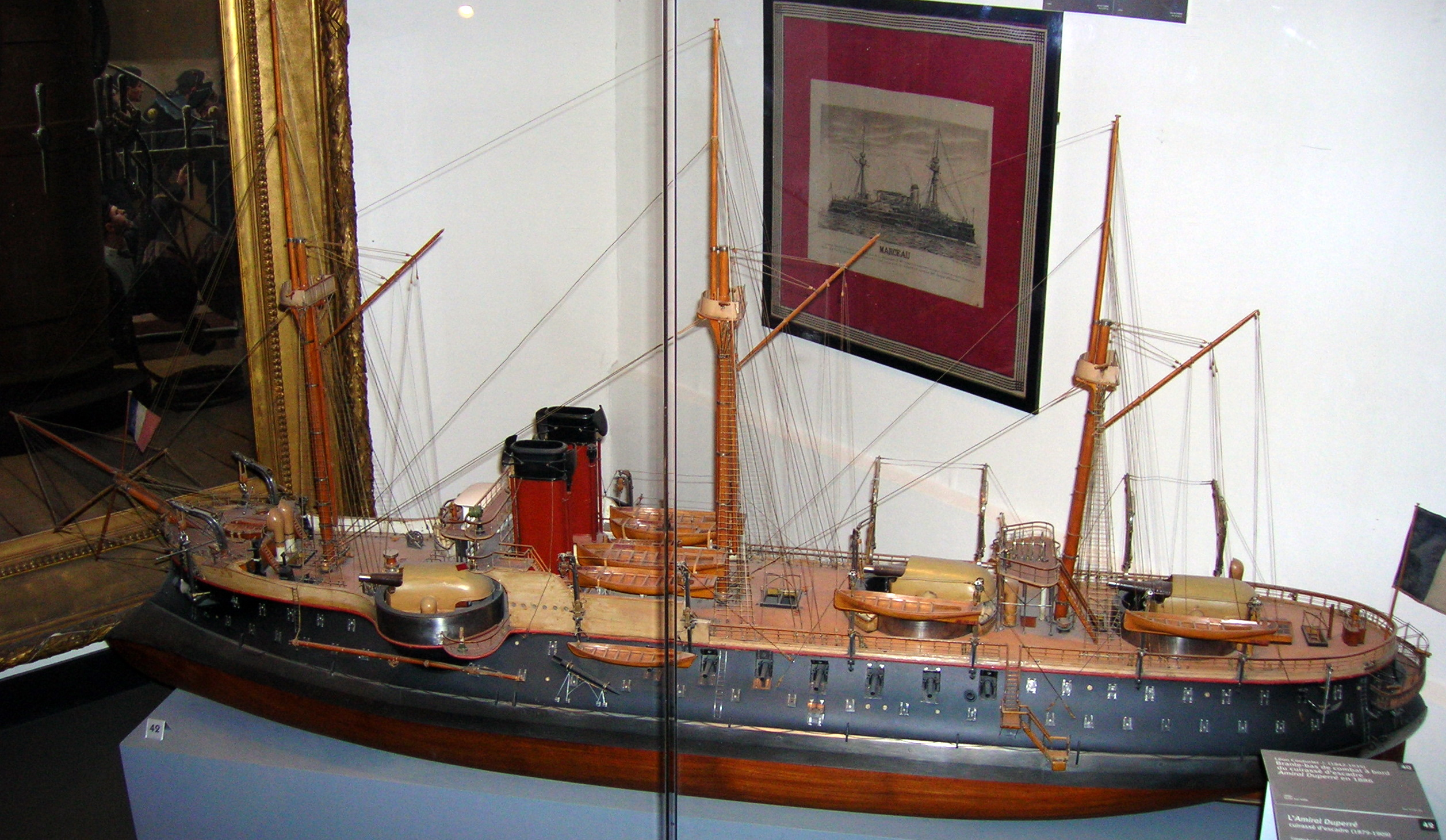
Model francouzského barbetového pancéřníku Amiral Duperré s dopředu otevřenými kryty děl na barbetách

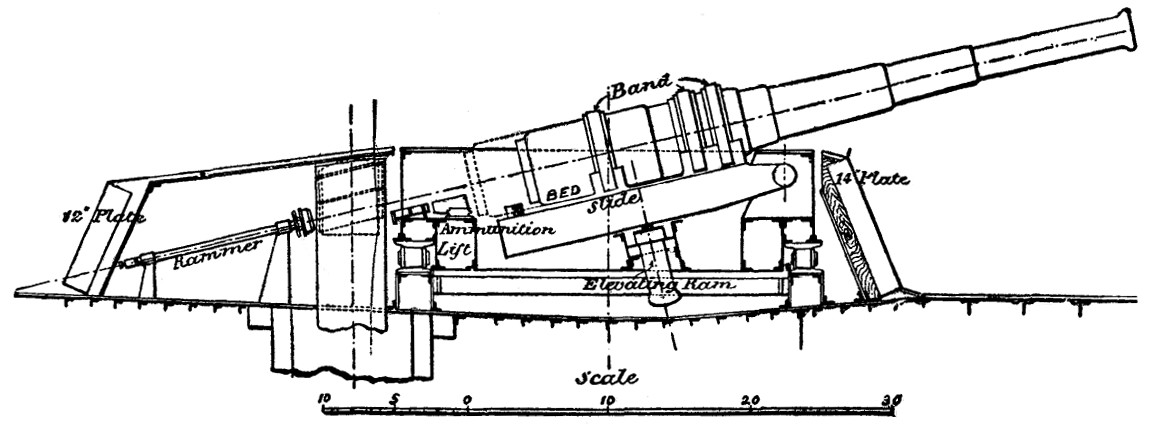
Řez barbetou bitevní lodě HMS Benbow (třída Admiral) s 16,25 palcovým (~ 412,75 mm) kanónem Elswick v nabíjecí poloze

První dělové věže (typů Ericsson a Coles – ve skutečnosti pouze dělové kupole), které se na lodích objevily počátkem 60. let 19. století na obou březích Atlantiku (poprvé na USS Monitor a experimentálně na HMS Royal Sovereign) sice poskytovaly ochranu dělům i obsluze, ale byly příliš těžké. Barbety umožňovaly umístit těžké dělo tak, že mělo (teoreticky) kruhový odměr jako u dělových kupolí, ale pevný pancíř chránil pouze otočnou plošinu s lafetací, takže celek byl lehčí než celá dělová kupole a nebylo třeba řešit odvětrávání spalin po výstřelu. Nevýhodou bylo vystavení samotného děla a obsluhy nepřízni počasí i palbě nepřítele.
Zatímco Royal Navy upřednostňovala dělové kupole, průkopníkem v použití barbet na moři se stali Francouzi. Ti ve druhé polovině 60. let poprvé umístili děla do barbet na pancéřových korvetách třídy Alma (dvě barbety pancéřované svářkovou ocelí s teakovým podkladem) a následně na pancéřových fregatách třídy Océan (čtyři barbety, po dvou na levo- a pravoboku). Na následujících francouzských obrněncích Redoutable (dokončen 1878) a Amiral Duperré (dokončen 1883) se již objevila děla v barbetě s prvními kryty: v prvním případě šlo o čelní štít a ve druhém případě se jednalo o dopředu otevřené štíty kryjící boky, vrch a zadní část kanónů.
Britové postavili svůj první pancéřník HMS Temeraire s částí děl hlavní baterie v barbetách v letech 1873 až 1877. Pětadvacetitunové jedenáctipalcové (~ 280 mm) drážkované předovky na Temeraire po výstřelu zajížděly do barbety (tzv. disappearing gun), ale tento pokus o vyřešení zranitelnosti obsluhy se příliš neosvědčil a Royal Navy se na dalších deset let vrátila k dělovým kupolím. Návrat k barbetám představovala až třída Admiral, jejíž barbety byly opatřeny barbetovým stropem, který měl řešit problém ochrany obsluhy. Děla se po výstřelu zvedala, takže závěr kanónu sjel pod barbetový strop (prostor pod barbetovým stropem byl znám jako gun pit) a po nabití se opět vrátila do palebné polohy. Následující třída Royal Sovereign (HMS Royal Sovereign dokončena v květnu 1892) poprvé (u Royal Navy) protáhla barbetu dolů až na pancéřovou palubu a tak poskytla ochranu muničním výtahům, které skrz barbetu dopravovaly munici ze skladů pod pancéřovou palubou. Barbeta protažená až na pancéřovou palubu se též někdy nazývá barbetový tubus nebo barbetová tuba.

## Nástup dělových věží

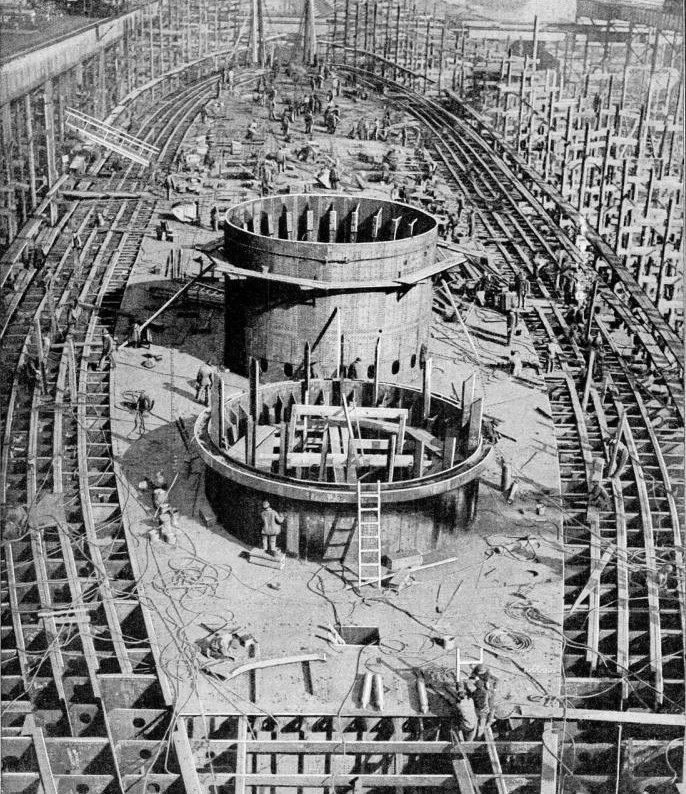
Barbety dělových věží na rozestavěné bitevní lodi USS Maryland (BB-46), 1917

Počátkem 90. let 19. století se objevily první případy děl v uzavřených pancéřovaných otočných krytech – dělových kupolích – umístěných na barbetovém tubusu. Tak se zrodila první dělová věž: ve Francii bitevní loď Brennus (dokončena 1893) a v Británii třída Majestic. Část barbetového tubusu, který vyčuhuje nad palubu a nese dělovou kupoli se někdy nazývá barbetový límec.